# Gare d'Eymoutiers-Vassivière
La gare d'Eymoutiers-Vassivière est une gare ferroviaire française de la ligne du Palais à Eygurande - Merlines, située sur le territoire de la commune d'Eymoutiers dans le département de la Haute-Vienne en région Nouvelle-Aquitaine. Elle permet la desserte du lac de Vassivière.
Elle est mise en service en 1880 par l'Administration des chemins de fer de l'État avant de devenir une gare du réseau de la Compagnie du chemin de fer de Paris à Orléans (PO) en 1884.
C'est une gare de la Société nationale des chemins de fer français (SNCF) desservie par des trains  TER Nouvelle-Aquitaine.

## Situation ferroviaire
Établie à 407 mètres d'altitude, la gare d'Eymoutiers-Vassivière est située au point kilométrique (PK) 433,914 de la ligne du Palais à Eygurande - Merlines, entre les gares ouvertes de Châteauneuf - Bujaleuf et de Lacelle. En direction de Châteauneuf s'intercale la gare fermée de Bussy - Varache et en direction de Lacelle s'intercale la gare fermée de Plainartige.

## Histoire
La gare terminus d'Eymoutiers est mise en service le 31 décembre 1880 par l'Administration des chemins de fer de l'État lorsqu'elle ouvre à l'exploitation la première section, de la bifurcation du Palais à Eymoutiers, de la ligne de Limoges à Ussel. Elle devient une gare de passage, le 8 octobre 1883, lors de l'ouverture de la section suivante jusqu'à Meymac.
En 2015, c'est une gare voyageurs d'intérêt local (catégorie C : moins de 100 000 voyageurs par an de 2010 à 2011), qui dispose de deux quais (1 et 2), une traversée de voie piéton (TVP) et un abri de quai.
En 2022, selon les estimations de la SNCF, la fréquentation annuelle de la gare était de 48 263 voyageurs et de 54 327 voyageurs en 2023 contre 44 042 voyageurs en 2019.

## Service des voyageurs

### Accueil
C'est une gare SNCF qui dispose d'un bâtiment voyageurs, avec salle d'attente et guichet, ouvert tous les jours. Elle est équipée d'un automate pour l'achat de titres de transport TER et d'abris de quai.
La gare bénéficie du service "Accès TER" pour les personnes en situation de handicap.

### Desserte
Eymoutiers-Vassivière est desservie par les trains TER Nouvelle-Aquitaine de la relation Limoges-Bénédictins - Ussel ou elle en est le terminus (ligne L26). À Ussel une correspondance en autocars permet de rejoindre la gare de Clermont-Ferrand.

### Intermodalité
Un parc pour les vélos et un parking pour les véhicules y sont aménagés.
Durant la période estivale, une correspondance peut s'effectuer avec la ligne 10 des cars régionaux de Nouvelle Aquitaine (Haute-Vienne).

## Patrimoine ferroviaire
Le bâtiment voyageurs construit pour l'ouverture de la ligne en 1880 sur le modèle de ceux de la Compagnie des chemins de fer des Charentes, l'ancienne halle à marchandises avec une grue hydraulique pour le ravitaillement en eau des locomotives à vapeur, et une ancienne remise à machines. 

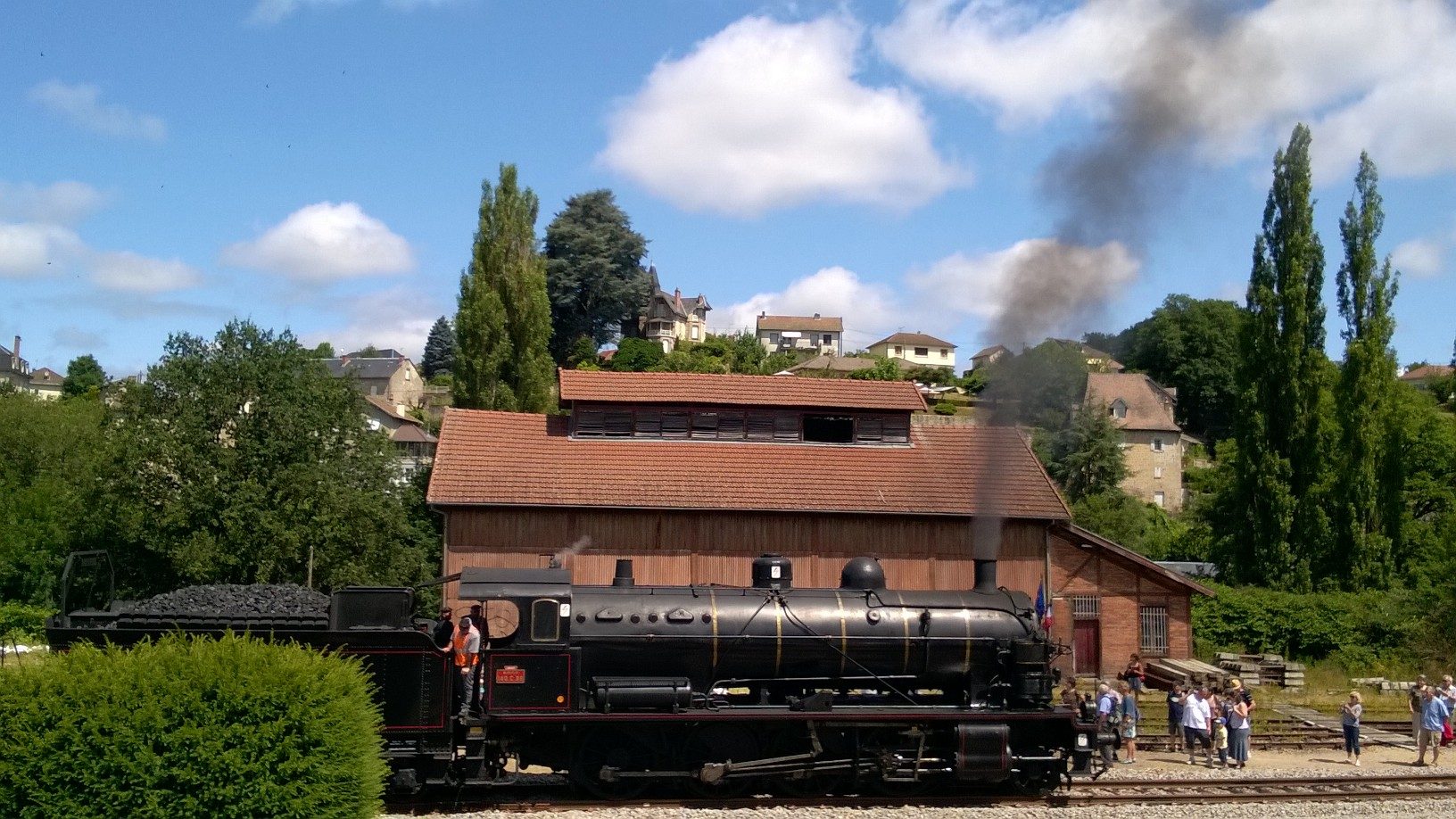
Locomotive à vapeur 140 C 38 d'un train touristique en Gare d'Eymoutiers Vassivère